# 八宝山街道
八宝山街道，是中华人民共和国北京市石景山區下辖的一个街道办事处，辖区东起玉泉路，北起石景山路，西至鲁谷大街，南至吴家村路及北京重型电机厂北界，莲石东路在玉泉路东侧部分区段（至采石南路南口公交站）亦为八宝山街道辖区。

## 行政区划
八宝山街道下辖以下地区：
电科院社区、玉泉路西社区、电子科技情报研究所社区、瑞达社区、中铁建设有限公司社区、鲁谷住宅社区、四季园社区、永乐东小区北社区、永乐东小区南社区、青年楼社区、三山园社区、玉泉西里西社区、玉泉西里北社区和玉泉西里中社区。